# 博蒙迪加蒂奈
博蒙迪加蒂奈（法語：Beaumont-du-Gâtinais，法語發音：[bomɔ̃ dy ɡatinɛ] ⓘ，意为“加蒂奈的博蒙”）是法国塞纳-马恩省的一个市镇，属于枫丹白露区。

## 地理
博蒙迪加蒂奈（48°8'17"N, 2°28'37"E）面积16.59 平方千米，位于法国法蘭西島大區塞纳-马恩省，该省份为法国北部内陆省份，北起瓦兹省，西接埃松省、马恩河谷省、塞纳-圣但尼省和瓦兹河谷省，南至卢瓦雷省，东南接约讷省，东临马恩省和奥布省，东北接埃纳省。
与博蒙迪加蒂奈接壤的市镇（或旧市镇、城区）包括：欧克西、博埃斯、布罗梅耶、埃希勒塞、戈贝尔坦、索迪加蒂奈、日龙维尔。

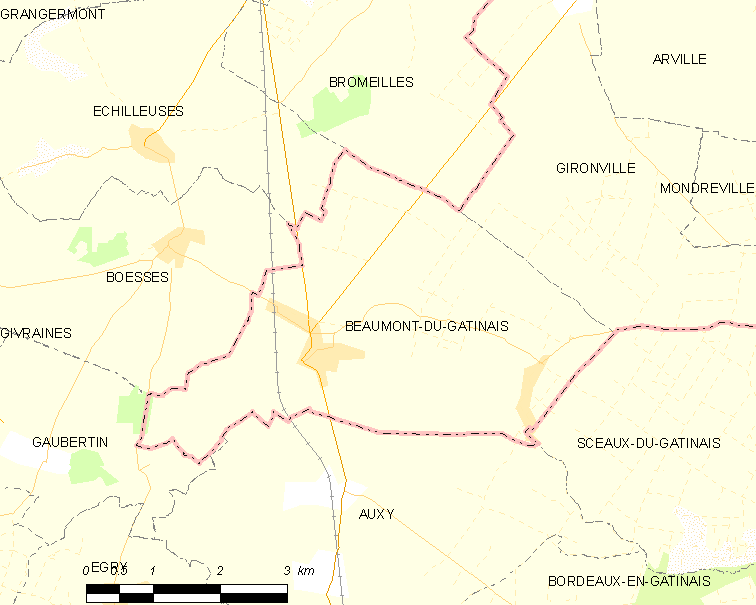
博蒙迪加蒂奈的OSM定位图

博蒙迪加蒂奈的时区为UTC+01:00、UTC+02:00（夏令时）。

## 行政
博蒙迪加蒂奈的邮政编码为77890，INSEE市镇编码为77027。

## 政治
博蒙迪加蒂奈所属的省级选区为讷穆尔县。

## 人口

1962-2008年间博蒙迪加蒂奈人口变化图示

博蒙迪加蒂奈于2022年1月1日时的人口数量为1136人。